# Relación social
La relación social se refiere a la multitud de interacciones entre dos o más personas, reguladas por normas. En sociología, las relaciones sociales se encuentran en un nivel más complejo que el comportamiento, acto social, comportamiento social, contacto social e incluso la interacción, ya que estas forman la base de conceptos como organización social, estructura social, movimiento social y sistema social.

## Desde el enfoque marxista
Karl Marx llamó relaciones sociales de producción a todas aquellas que surgen entre las personas durante el proceso de producción, el cambio y la distribución de los bienes materiales. Una de las características importantes de este tipo de relaciones de producción es que no dependen de la voluntad de las personas, ya que estas pueden ser de explotación o de cooperación y ayuda mutua, dependiendo de la forma de propiedad de los medios de producción.

## Socialización

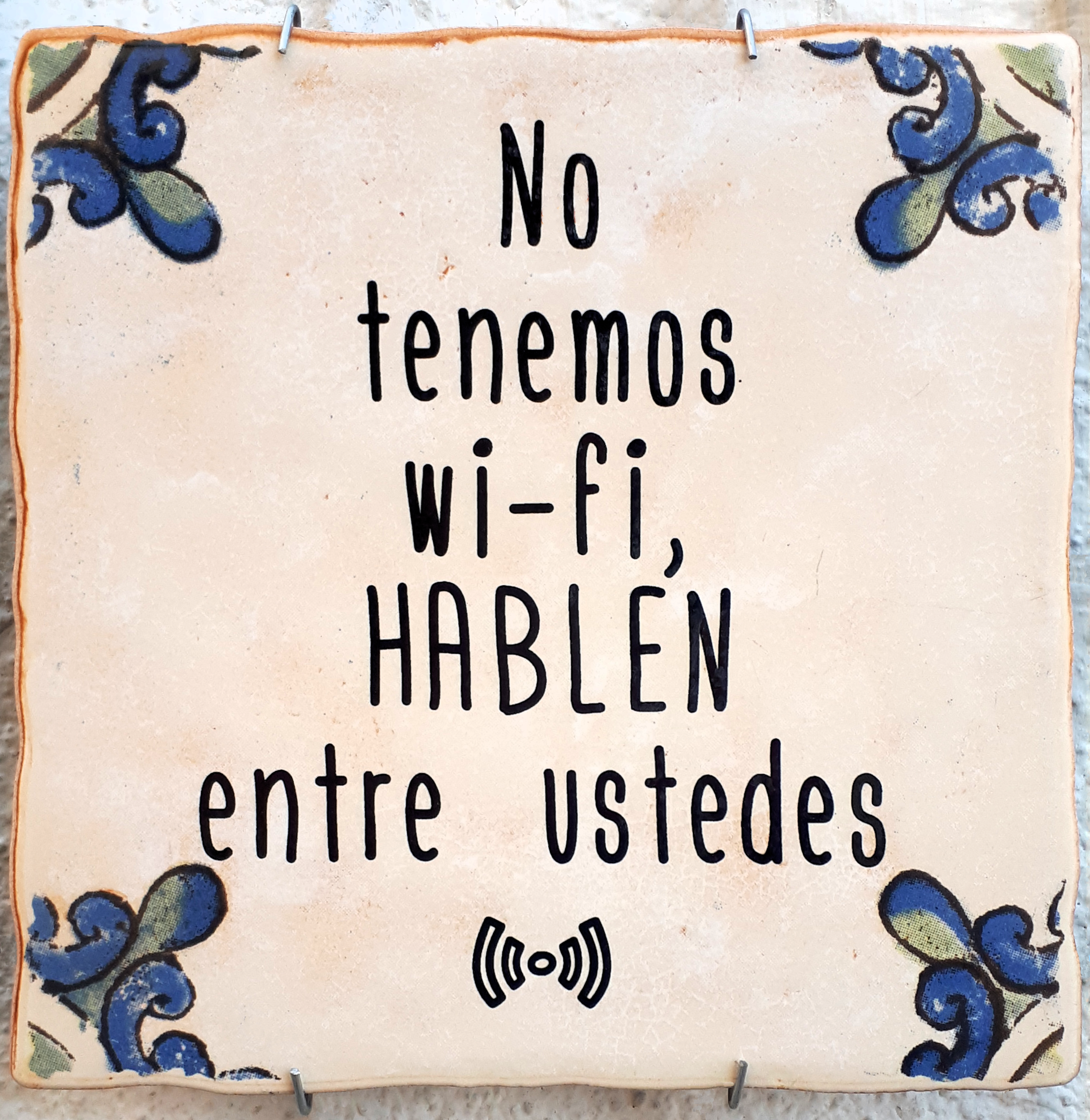
Propuesta de socialización favoreciendo la comunicación oral.

El proceso de socialización, modifica la conducta por la intervención de los otros individuos en una secuencia de relaciones, que fomenta la percepción, la motivación, el aprendizaje y la adaptación por el intercambio de reglas y creencias. Algunos autores dicen que para modelar la interrelación humana es necesario modelar a los individuos en un contexto social, interrelacionando entre sí con los requisitos de la acción social, los cuales son: tener objetivos, adaptación de medios a objetivos y el poder integrador de cada uno de ellos en el grupo mediante normas y mantenimiento de un modelo en el proceso de socialización.
Además, la sociabilidad converge con la ética en diferentes aspectos, tales como una amistad, en donde el ser humano crea una relación consigo y con alguien más.  Las relaciones sociales son un complemento tan importante como la relación que tenemos con nosotros mismos, así pues; al relacionarse con otros seres se puede transformar la manera de vivir e incluso pensarlo.

## Metodología
Agustí Canals aporta sus individuales y sencillas meditaciones sobre el tema para visualizar la interacción social. Así mismo en el artículo de Juan C. Dürsteler se incluyen esos análisis gráficos variados para 'Visualizar la interacción social', reuniendo 'patrones visuales', dibujando las redes y se proponen varias representaciones gráficas, u otra más, por ejemplo muchos círculos que se cortan ofreciendo una silueta para el cambio social (ver el Diagrama de Venn). Otros puntos de vista como 'Cognición social' en Psicología social, 'Relaciones de producción' en Teoría del conflicto, en Interaccionismo simbólico, etc.

## Acción social
Desde el punto de vista de los clásicos, como Parsons con la Teoría de la acción, hizo una de sus más elaboradas contribuciones en Funcionalismo y Mead en Interaccionismo simbólico. En Weber, Moreno y Dahrendorf hay otros caminos complementarios en la acción social con enfoques totales en Weber.
Parece ser que en un sentido amplio en los autores hay un Sistema de Interacción Social con una Estructura, que le da contenido, y que básicamente son las interrelaciones. Igual similitud sucede en el sistema social y la estructura social.